# Kapušany
Kapušany (węg. Kapi) – wieś (obec) na Słowacji położona w kraju preszowskim, w powiecie Preszów. Pierwsza pisemna wzmianka o miejscowości pochodzi z roku 1248.
Jedną z ciekawszych atrakcji turystycznych są tu usytuowane na skalnym grzbiecie góry zwanej Zámčisko ruiny średniowiecznego zamku obronnego.